# Джефф Герст
Сер Джеффрі Чарльз Герст (англ. Sir Geoffrey Charles Hurst, нар. 8 грудня 1941, Ештон-андер-Лейн) — англійський футболіст, нападник. Після завершенні ігрової кар'єри — тренер. Має лицарське звання, член Ордена Британської імперії.
Прославився як один з двох гравців в історії футболу, який зумів забити три голи у ворота суперників у фінальному матчі чемпіонату світу. Цей рекорд, був зафіксований 1966 року на лондонському стадіоні «Вемблі» під час матчу Англія — ФРН, що завершився з рахунком 4:2 на користь англійців. Це досягнення тим більше дивно, що на той час Герст провів всього лише п'ять місяців в складі національної збірної, встигнувши зіграти вісім матчів. До 2022 року, цей рекорд не був ніким побитий або ж повторений, але 2022 року цей рекорд зміг повторити французький нападник Кілліан Мбаппе у матчі фіналу чемпіонату світу проти збірної Аргентини. Що цікаво, у цьому матчі Франція не перемогла, зігравши з рахунком 3:3 в основний час, але у серії пенальті, таки поступилася збірній Аргентини 4:2.

## Клубна кар'єра
У дорослому футболі дебютував 1959 року виступами за «Вест Гем Юнайтед», в якому провів тринадцять сезонів, взявши участь у 411 матчах чемпіонату. Більшість часу, проведеного у складі «Вест Гем Юнайтед», був основним гравцем атакувальної ланки команди. У складі «Вест Гем Юнайтед» був одним з головних бомбардирів команди, маючи середню результативність на рівні 0,44 голу за гру першості. За цей час виборов титул володаря кубка Англії, ставав володарем Суперкубка Англії з футболу та володарем Кубка Кубків УЄФА.
Згодом, з 1972 по 1976 рік грав у складах «Сток Сіті», з орендою до південноафриканського «Кейптаун Сіті», «Вест-Бромвіч Альбіон», «Сіетл Саундерс» , «Корк Селтік» та «Кувейт».
Завершив професійну ігрову кар'єру у клубі «Телфорд Юнайтед», за команду якого виступав як тренер, що грав, протягом 1976—1979 років.

## Виступи за збірну

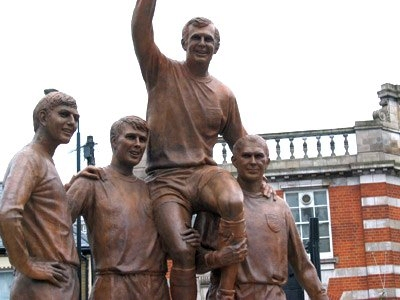
Пам'ятник у Лондоні на честь перемоги збірної у чемпіонаті світу 1966 року. Зліва направо — Джефф Герст, Мартін Пітерс, Боббі Мур та Рой Вілсон

1966 року дебютував в офіційних матчах у складі національної збірної Англії. Протягом кар'єри у національній команді, яка тривала 7 років, провів у формі головної команди країни 49 матчів, забивши 24 голи.
У складі збірної був учасником чемпіонату світу 1966 року в Англії, здобувши того року титул чемпіона світу, чемпіонату Європи 1968 року в Італії, на якому команда здобула бронзові нагороди та чемпіонату світу 1970 року у Мексиці.

## Кар'єра тренера
Розпочав тренерську кар'єру як граючий тренер «Телфорд Юнайтед». 1979 року очолив тренерський штаб клубу «Челсі», проте через невдалі результати 23 квітня 1981 року був звільнений, після чого тренерською діяльністю не займався.

## Титули і досягнення
- Володар Кубка Англії (1):

«Вест Гем Юнайтед»: 1963-64
- Володар Суперкубка Англії з футболу (1):

«Вест Гем Юнайтед»: 1964
- Володар Кубка Кубків УЄФА (1):

«Вест Гем Юнайтед»: 1964-65
- Чемпіон світу (1):

1966